# Odette Hallowes
Odette Hallowes (født 28. april 1912 i Frankrig, død 13. marts 1995 i England) var en fransk-født britisk hemmelig agent under 2. verdenskrig.
I 1931 giftede hun sig med en englænder, flyttede til England og blev mor til tre døtre. Under 2. verdenskrig indgik hun i First Aid Nursing Yeomanry som sygeplejerske.
Hun fik sin uddannelse hos Special Operations Executive og blev sendt til Frankrig for at samarbejde med den franske, underjordiske modstandsbevægelse. Hun ankom til Cannes i oktober 1942 ved om natten at sejle over den Engelske Kanal i en lille båd.
Odette Hallowes blev taget til fange af Gestapo; hun blev forrådt af en tysk oberst, der angav at ville desertere.. Hun blev torteret i det ukendte fængsel Fresnes i Paris. Odette blev dømt til døden og sendt videre til koncentrationslejren Ravensbrück. Her overlevede hun dog krigen og blev i 1946 belønnet med George Cross.